# Nuevo tango
Il nuevo tango («nuovo tango» in spagnolo) è sia una forma musicale sia uno degli stili, chiamato in tal caso tango nuevo, con cui si balla il tango argentino.

## Musica (nuevo tango)
La musica del tango nuevo, o più propriamente nuevo tango, nasce negli anni sessanta con Astor Piazzolla e si sviluppa definitivamente negli anni settanta, quando il musicista, per la realizzazione dell'album Libertango, introduce nella sua orchestra strumenti che tradizionalmente non si usavano per suonare il tango argentino. Con l'apporto di Pino Presti al basso elettrico e Tullio De Piscopo alla batteria, realizza quella che verrà definita "La rivoluzione elettrica". A Libertango è seguita la collaborazione con il sassofonista jazz statunitense Gerry Mulligan, in un album considerato tra i classici del genere: Summit-Reunion Cumbre.
Stravolgendo tradizioni e ritmi musicali, Piazzolla ha creato uno stile che i ballerini tradizionalisti rifiutano come tango e che molto raramente viene proposto nelle sale dove si balla il tango, le cosiddette milonghe.
Negli ultimi anni si sono inoltre affermati anche gruppi musicali moderni, che con l'uso di strumenti elettrici, sintetizzatori e percussioni, uniti alla contaminazione con altri stili, hanno portato il tango anche tra un pubblico più giovane. Tra questi gruppi si possono citare: il Nuevo Tango Ensamble, Tanghetto, Bajofondo, Electrocutango, Tango Absinthe, Gotan Project, Ensemble Montréal Tango, Ausonia Ensemble, Pablo Ziegler, Giuliana Soscia & Pino Jodice Italian Tango Quartet and Desorden Perfecto.

## Ballo (tango nuevo)
Il tango nuevo è uno stile di ballo e d'istruzione.
Il tango nuevo come stile d'istruzione dà risalto ad un'analisi strutturale del ballo ed è il risultato del lavoro "del gruppo di ricerca di Tango" formato inizialmente da Gustavo Naveira e da Fabian Salas negli anni 90 a Buenos Aires, che iniziarono a chiedersi non solamente come fare una figura, ma il perché quella determinata figura funzionava in una data maniera.
Studiando e dividendo i singoli movimenti del tango in maniera sistematica, hanno generato un metodo per analizzare l'insieme completo delle possibilità dinamiche nel tango, definite da due corpi e da quattro piedi che si muovono nella camminata o nei giri, arrivando così a quello che viene anche definito "Stile Destrutturato".
All'interno della camminata aprirono la strada all'inserimento dei movimenti inizialmente chiamati "alterazioni" e successivamente "cambi di direzione" o "cambios".
Nei giri approfondirono lo studio dell'esatta posizione dell'asse durante il giro stesso (all'interno dell'uomo, all'interno della donna, in mezzo alla coppia), producendo così uno stile molto fluente e morbido, con i ballerini che ruotano ognuno intorno all'altro con un cambio costante della posizione.
È uno stile estremamente naturale e semplice che ricerca la spontaneità, la naturalezza e l'improvvisazione in ogni istante.
Da questo stile d'istruzione, si è sviluppato un nuovo stile di ballo, denominato "Tango Nuevo" i cui interpreti più famosi sono Mariano Chicho Frumboli, Pablo Verón, Roberto Herrera, Gustavo Naveira e Fabian Salas.
Abbastanza interessante da notare è che tutti questi ballerini hanno stili molti diversi che non possono essere confusi tra di loro, tuttavia possono essere riconosciuti facilmente come ballerini di nuevo tango proprio per l'uso della stessa metodologia.
Il tango nuevo ha progressivamente influenzato molti altri stili, come il tango show e il tango da sala, soprattutto per quanto riguarda la didattica e la perdita di rigidità nei movimenti della coppia, mantenendo al tempo stesso le regole tradizionali del rispetto dello spazio nella coppia e della continua ricerca della frontalità.
Il nuevo tango, disprezzato dai 'puristi' del ballo tradizionale, assurge nei primi anni 90 al rango di competizione in molti paesi europei come Austria e Bulgaria.